# William Roy Branch
Pour les articles homonymes, voir Branch.
William Roy Branch est un herpétologiste britannique né le 12 mai 1946 à Londres et mort le 14 octobre 2018. Il vivait en Afrique du Sud.
Diplômé de l'université de Southampton. Il est Curator of Herpetology au musée de Port Elizabeth.  C'est un spécialiste de l'herpétofaune afrotropicale.

## Taxons nommés en son honneur
- Acanthocercus branchi Wagner, Greenbaum & Bauer, 2012
- Breviceps branchi Channing, 2012

## Quelques taxons décrits
- Afrogecko Bauer, Good & Branch, 1997
- Atheris mabuensis Branch & Bayliss, 2009
- Bitis rubida Branch, 1997
- Bradypodion atromontanum Branch, Tolley & Tilbury, 2006
- Congolacerta Greenbaum, Villanueva, Kusamba, Aristote & Branch, 2011
- Congolacerta asukului Greenbaum, Villanueva, Kusamba, Aristote & Branch, 2011
- Cordylus beraduccii Broadley & Branch, 2002
- Cordylus meculae Branch, Rödel & Marais, 2005
- Cryptactites Bauer, Good & Branch, 1997
- Dixonius Bauer, Good & Branch, 1997
- Epacrophis Hedges, Adalsteinsson & Branch, 2009
- Epictinae Hedges, Adalsteinsson & Branchs, 2009
- Gerrhopilus Vidal, Wynn, Donnellan & Hedges, 2010
- Goggia Bauer, Good & Branch, 1997
- Goggia braacki (Good, Bauer & Branch, 1996)
- Goggia gemmula (Bauer, Branch & Good, 1996)
- Goggia hewitti (Branch, Bauer & Good, 1995)
- Goggia hexapora (Branch, Bauer & Good, 1995)
- Haemodracon Bauer, Good & Branch, 1997
- Homopus solus Branch, 2007
- Hyperolius chelaensis Conradie, Branch, Measey & Tolley, 2012
- Inyoka Kelly, Branch, Broadley, Barker & Villet, 2011
- Karusasaurus Stanley, Bauer, Jackman, Branch & Le Fras Nortier Mouton, 2011
- Kinyongia Tilbury, Tolley & Branch, 2006
- Mitophis Hedges, Adalsteinsson & Branch, 2009
- Myriopholis Hedges, Adalsteinsson & Branch, 2009
- Nadzikambia baylissi Branch & Tolley, 2010
- Nadzikambia Tilbury, Tolley & Branch, 2006
- Namazonurus Stanley, Bauer, Jackman, Branch & Le Fras Nortier Mouton, 2011
- Namibiana Hedges, Adalsteinsson & Branch, 2009
- Ninurta Stanley, Bauer, Jackman, Branch & Le Fras Nortier Mouton, 2011
- Ouroborus Stanley, Bauer, Jackman, Branch & Le Fras Nortier Mouton, 2011
- Pachydactylus carinatus Bauer, Lamb & Branch, 2006
- Pachydactylus etultra Branch, Bauer, Jackman & Heinicke, 2011
- Pachydactylus goodi Bauer, Lamb & Branch, 2006
- Pachydactylus griffini Bauer, Lamb & Branch, 2006
- Pachydactylus haackei Branch, Bauer & Good, 1996
- Pachydactylus kladaroderma Branch, Bauer & Good, 1996
- Pachydactylus mclachlani Bauer, Lamb & Branch, 2006
- Pachydactylus monicae Bauer, Lamb & Branch, 2006
- Pachydactylus otaviensis Bauer, Lamb & Branch, 2006
- Pachydactylus parascutatus Bauer, Lamb & Branch, 2002
- Pachydactylus reconditus Bauer, Lamb & Branch, 2006
- Pachydactylus visseri Bauer, Lamb & Branch, 2006
- Pedioplanis haackei Conradie, Measey, Branch & Tolley, 2012
- Pedioplanis huntleyi Conradie, Measey, Branch & Tolley, 2012
- Platysaurus broadleyi Branch & Whiting, 1997
- Smaug Stanley, Bauer, Jackman, Branch & Le Fras Nortier Mouton, 2011
- Vandijkophrynus robinsoni (Branch & Braack, 1996)
- Vhembelacerta Edwards, Branch, Herrel, Vanhooydonck, Measey & Tolley, 2013
- Xenotyphlopidae Vidal, Vences, Branch & Hedges, 2010